# カルデア神託
『カルデア神託』（カルデアしんたく、英: Chaldean Oracles、古希: λόγια Χαλδαικά）または『カルデア人の神託』は、ローマ帝国期の2世紀に古代ギリシア語で書かれた書物。カルデア人（バビロニア人）が授かった神秘主義的・秘教的な神託を記した書物。テウルギア（神働術）の初出。新プラトン主義哲学者のイアンブリコスらに重視された。

## 成立
マルクス・アウレリウス・アントニヌス帝の治下、カルデア人ユリアノス（英: Julian the Chaldean）と、その息子の神働術者ユリアノス（英: Julian the Theurgist）、あるいは後者一人が、トランス状態（変性意識状態）のときに授かった神託の記録とされる。「カルデア人」は東方的な魔術の達人の代名詞だった。

## 内容
ヘクサメトロンの韻文集であり、複数の断片のみが現存する。相矛盾する箇所もあり、一貫した教説は読み取りづらい。
父なる神、天使、知性（ヌース）、世界霊魂、ヘカテー、レアー、イウンクスなどが登場する。同時代のグノーシス主義や中期プラトン主義との関連性も窺える。「テウルギア」（神働術）は本書の造語である。

## 受容
古代末期、イアンブリコス派の後期新プラトン主義において重視された。イアンブリコスのほか、プロクロス、ダマスキオスが註解を書いたが、いずれも現存しない。
ビザンツ期には、ミカエル・プセロスが本書をヘルメス文書とともに重視した。ルネサンス期にはフィチーノ、ピコ、パトリツィらが受容した。近代にはアニー・ベサントら神智学者が重視した。